# Воюющая сторона
Воюющая сторона — находящийся в состоянии войны субъект прав и обязанностей международного права, составляющих установленные законы и обычаи войны. 
Воюющие стороны в международном конфликте — государства и народы; во внутреннем конфликте — стороны в гражданской войне. Государство считается воюющей стороной с момента объявления состояния войны или с фактического начала военных действий. Помимо государств в качестве воюющих сторон могут рассматриваться общественно-политические движения, национально-освободительные организации и т. п. У таких субъектов политики статус воюющей стороны появляется после международного признания их руководящих органов.
Соблюдение законов и обычаев войны является обязательным для всех воюющих сторон и нейтральных государств.
Признание стороны в гражданской войне в качестве воюющей стороны даёт ей возможность пользоваться всеми правами, признаваемыми в международных отношениях за воюющей стороной — в том числе право вступать в договорные отношения с субъектами международного права. Обладание статусом воюющей стороны несёт в себе ряд юридических последствий в отношениях с другими странами, например, воюющая сторона имеет право на захват военной контрабанды нейтральных государств и проведение интернирования их граждан.  
Во время Второй мировой войны признание участниками антигитлеровской коалиции Сражающейся Франции в качестве воюющей стороны позволило установить с ней договорно-союзнические отношения.